# Buddleja acuminata
Buddleja acuminata är en flenörtsväxtart som beskrevs av Jean Louis Marie Poiret. Buddleja acuminata ingår i släktet buddlejor, och familjen flenörtsväxter. Inga underarter finns listade i Catalogue of Life.